# Pastoral
Pastoral je prema novim definicijama, "mnogoliki rad crkvene zajednice potaknut Duhom Svetim, za ostvarenje Božjega nauma spasenja u vremenu, u odnosu prema čovjeku i njegovoj povijesti, u okviru stvarnih životnih okolnosti".
Sama riječ pastoral se u Crkvenim krugovima rabi u široku i nejasnu surječju, što ponekad mistificira stvari. Stoga se govori o pastoralu mladeži, pastoralu braka i obitelji, pastoralnim zadaćama, pastoralu župne zajednice, pastoralnom radu, pastoralnom bogoslovlju, pastoralnom tjednu, pastoralnim metodama, pastoralnom programu, pastoralnoj prosudbi, pastoralnoj godini, pastoralnoj službi, pastoralu sakramenata, pastorizaciji, pastoralnoj konzultaciji itd.
Po naravi taj pojam ima oznaku djelovanja, izričito izražava zahtjeve koji su u svezi s konkretnim ili praktičnim te se ne gubi u apstraktnim stvarima, nego je nešto što je dijelom stvarnog tijela ljudskoga i crkvenoga života. 
Vidi: Crkva, svećenik, prezbiter, laik, pastoralna teologija
Literatura:
- KBF Split  Arhivirana inačica izvorne stranice od 22. lipnja 2012. (Wayback Machine) Pastoralno bogoslovlje
- KBF Split  Arhivirana inačica izvorne stranice od 4. ožujka 2016. (Wayback Machine) Izborni predmeti
- KBF Split  Arhivirana inačica izvorne stranice od 5. ožujka 2016. (Wayback Machine) Razni pastorali